# 동업자 (1972년 영화)
동업자는 1972년 공개된 대한민국의 영화이다.

## 배역
- 신성일
- 윤정희